# Brad Howe
Brad Howe es un escultor estadounidense nacido el año 1959 en Riverside, California.
Es autor de la escultura titulada "Atlas Melody" que está instalada en el Parque Fundidora de Monterrey, México.